# Fonsy Grethen

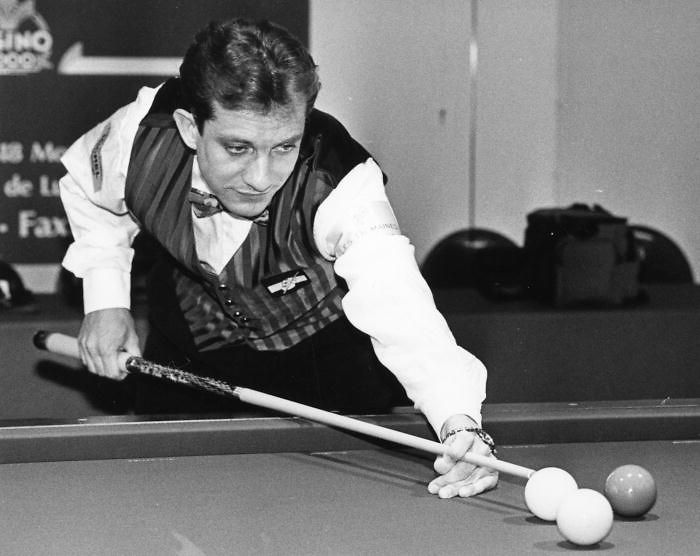
Fonsy Grethen

Fonsy Grethen (Luxemburg (stad), 20 september 1960) is een Luxemburgs carambolebiljarter die gespecialiseerd is in de korte spelsoorten. 
Hij veroverde het wereldkampioenschap kader 47/1 in 1987, het wereldkampioenschap bandstoten in 1992, het wereldkampioenschap kader 71/2 in 1993 en het wereldkampioenschap vijfkamp in 2001. Daarnaast behaalde hij 13 Europese titels in de korte spelsoorten en werd hij Luxemburgs kampioen driebanden in 2002.
Hij werd gekozen tot Luxemburgs sportman van het Jaar in 1981 en 1986. 